# Pedro Martínez de Peralta y Ruiz de Azagra
Pedro Martínez de Peralta y Ruiz de Azagra (-1442) was heer van Peralta en Marcilla en ambassadeur van de koning van Navarra.

## Afkomst

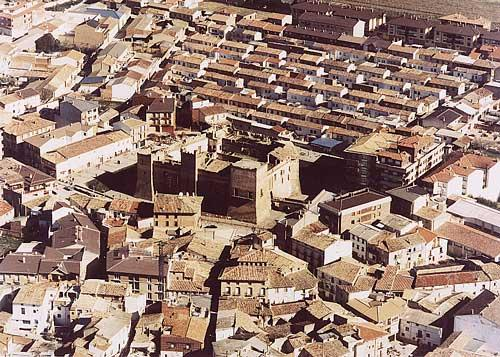
Het kasteel van Marcilla. De bouw begon in 1424 onder Pedro Martínez de Peralta.

Pedro Martínez de Peralta, ook genoemd mosén Pierres Martínez de Peralta, bijgenaamd “el Viejo”, in het Nederlands “de Oude”, was een zoon van García Martinez de Peralta (-1383) en Ana Sanchez Ruiz de Azagra.

## Leven
In 1398 wordt Pedro benoemd tot schildknaap en vertrekt hij naar Cherbourg. In 1399 wordt hij benoemd tot maestre hostal van de koning van Navarra en daarna werd hij lid van de hofraad. Hij ontving in 1403 de heerlijkheid van Peralta en van Azagra, en in 1405 die van Cárcar.
In 1408 kocht hij onroerend goed in Marcilla en later ontving hij de feodale rechten over Andosilla. In 1410 ontving hij de helft van het gebied van Funes en het gebied van Villanueva in Peñalén. In 1416 krijgt hij van Karel III als eerste edelman in Navarra de titel van ricohombre. 
Pedro Martínez de Peralta de Oude trouwde in 1407 met Juana de Ezpeleta y Garro.
Pedro verrichtte veel onderhandelingen in dienst van de kroon van Navarra. Hij bezocht Parijs als ambassadeur in 1398, 1404, 1408 y 1409. In 1412 onderhandelde hij met Castilië en in 1413/14 met Aragón. Later reisde hij met Blanca I van Navarra naar Sicilië om haar huwelijk met Johan II van Aragón voor te bereiden. In 1422 reisde hij nogmaals naar Sicilië om Blanca weer op te halen, toen ze al koningin van Navarra was. 
Met steun van de tegenpaus Benedictus XIII wist hij in 1429 de heerlijkheid van Marcilla te verkrijgen. Dit klooster, gesticht door koningin Sancha in 1160, was in bezit van de zusters van het klooster Nuestra Señora de La Blanca de Marcilla. De zusters werden verbannen en moesten plaats maken voor Cisterciënzer monniken. 
Gedurende de oorlog tegen Castilië van 1429-1430 ontving hij geld van de koning voor het in stand houden van een troepenmacht die verschillende plaatsen bezet hield, waaronder Cadreita, Cripán, Villar en Briones. 
In 1430 bevestigde de koningin van Navarra, Blanca het bezit van de heerlijkheid van Peralta. Ze bepaalde echter in 1439 dat als de Peraltas zonder mannelijke opvolger zouden blijven de heerlijkheid terug moest vallen aan de kroon. 
Pedro stichtte in 1438 het mayorazgo van Marcilla, het eerste mayorazgo van Navarra. 

## Nageslacht
- Elvira
- Juana
- María
- Juan, geadopteerd door Karel III en diens dochter Blanca van Sicilië, jong gestorven
- Pedro, Mosen Pierres “el Joven” de Peralta, later in dienst van koning Johan II van Aragón, leider van de Agramonteses samen met zijn broer Martín.
- Martín

Met een onbekende vrouw: 
- Martín, werd in 1426 bisschop van Pamplona